# 加特维尔勒法尔
加特维尔勒法尔（法語：Gatteville-le-Phare，法語發音：[ɡatvil lə faʁ]）是法国芒什省的一个市镇，属于瑟堡区。

## 地理
加特维尔勒法尔（49°41'10"N, 1°17'1"W）面积9.7 平方千米，位于法国诺曼底大区芒什省，该省份为法国西北部沿海省份，西、北、东北三面环大西洋，东起顺时针与卡爾瓦多斯省、奧恩省、马耶讷省和伊勒-维莱讷省接壤。
与加特维尔勒法尔接壤的市镇（或旧市镇、城区）包括：巴夫勒尔、蒙法维尔、圣热纳维耶夫、托克维尔、滨海维克。

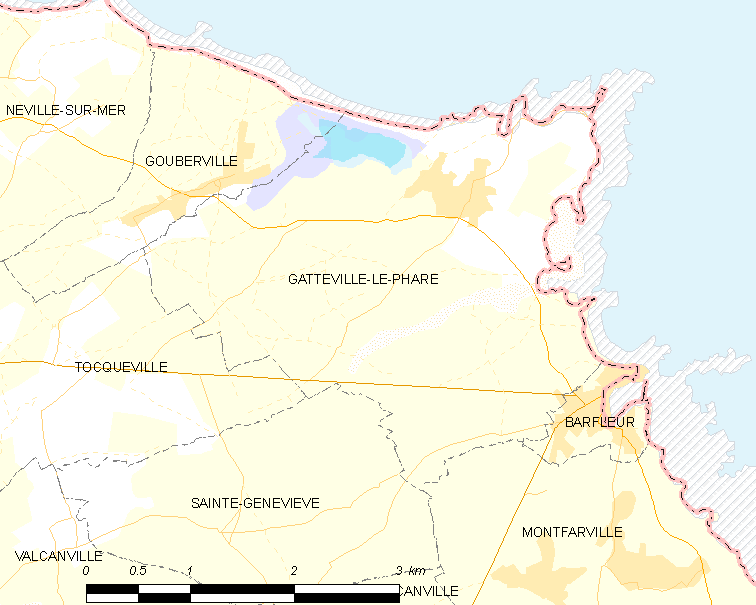
加特维尔勒法尔的OSM定位图

加特维尔勒法尔的时区为UTC+01:00、UTC+02:00（夏令时）。

## 行政
加特维尔勒法尔的邮政编码为50760，INSEE市镇编码为50196。

## 政治
加特维尔勒法尔所属的省级选区为赛尔河谷县。

## 人口

1962-2008年间加特维尔勒法尔人口变化图示

加特维尔勒法尔于2022年1月1日时的人口数量为468人。